# بني هاشم (بني سويف)
قرية بنى هاشم هي إحدى القرى التابعة لمركز ببا في محافظة بني سويف في جمهورية مصر العربية. حسب إحصاءات سنة 2006، بلغ إجمالي السكان في بنى هاشم 2929 نسمة، منهم 1468 رجل و1461 امرأة.